# العلاقات الصربية الكورية الشمالية
العلاقات الصربية الكورية الشمالية هي العلاقات الثنائية التي تجمع بين صربيا وكوريا الشمالية.

## مقارنة بين البلدين
هذه مقارنة عامة ومرجعية للدولتين:
| وجه المقارنة                                              | صربيا                                                      | كوريا الشمالية                        |
| --------------------------------------------------------- | ---------------------------------------------------------- | ------------------------------------- |
| المساحة (كم2)                                             | 88.36 ألف                                                  | 120.54 ألف                            |
| عدد السكان (نسمة)                                         | 7.02 مليون                                                 | 25.49 مليون                           |
| الكثافة السكانية (ن./كم²)                                 | 79.45                                                      | 211.47                                |
| العاصمة                                                   | بلغراد                                                     | بيونغيانغ                             |
| اللغة الرسمية                                             | اللغة الصربية                                              | لغة كوريا الشمالية القياسية ‏          |
| العملة                                                    | دينار صربي                                                 | وون كوري شمالي                        |
| الناتج المحلي الإجمالي (بليون دولار)                      | 41.43 مليار                                                |                                       |
| الناتج المحلي الإجمالي (تعادل القوة الشرائية) بليون دولار | 100.13 مليار                                               |                                       |
| الناتج المحلي الإجمالي الاسمي للفرد دولار أمريكي          | 5.24 ألف                                                   |                                       |
| الناتج المحلي الإجمالي للفرد دولار أمريكي                 | 13.59 ألف                                                  |                                       |
| مؤشر التنمية البشرية                                      | 0.771                                                      |                                       |
| رمز المكالمات الدولي                                      | +381                                                       | +850                                  |
| رمز الإنترنت                                              | .rs، .срб ‏                                                 | .kp                                   |
| المنطقة الزمنية                                           | توقيت وسط أوروبا، ت ع م+01:00، ت ع م+02:00، أوروبا/بلغراد ‏ | ت ع م+08:30، ت ع م+08:30، ت ع م+09:00 |

## منظمات دولية مشتركة
يشترك البلدان في عضوية مجموعة من المنظمات الدولية، منها:
| علم المنظمة | اسم المنظمة                   | تاريخ انضمام صربيا | تاريخ انضمام كوريا الشمالية |
| ----------- | ----------------------------- | ------------------ | --------------------------- |
|             | يونسكو                        | 20 ديسمبر 2000     | 18 أكتوبر 1974              |
|             | الاتحاد البريدي العالمي       | ?                  | ?                           |
|             | الاتحاد الدولي للاتصالات      | 1 يونيو 2001       | ?                           |
|             | الأمم المتحدة                 | 1 نوفمبر 2000      | 17 سبتمبر 1991              |
|             | المنظمة الهيدروغرافية الدولية | ?                  | ?                           |

## وصلات خارجية
- موقع وزارة الخارجية الصربية
- موقع وزارة الخارجية الكورية الشمالية